# Schoeniparus
Schoeniparus là một chi chim trong họ Pellorneidae.

## Các loài
- Schoeniparus brunnea
- Schoeniparus castaneceps
- Schoeniparus cinereus
- Schoeniparus dubia
- Schoeniparus klossi
- Schoeniparus rufogularis
- Schoeniparus variegaticeps